# قتل‌عام در زندان زنان
قتل‌عام در زندان زنان (انگلیسی: Women's Prison Massacre) یا امانوئل از جهنم می‌گریزد، فیلمی ایتالیایی-فرانسوی به کارگردانی برونو ماتی است که در سال ۱۹۸۳ منتشر شد و یکی از فیلم‌های مجموعهٔ امانوئل است. برخی منتقدان این فیلم را به‌خوبی سایر فیلم‌های برنو ماتی ندانستند.

## گزیدهٔ بازیگران
- لورا خمسر
- گابریله تینتی
- لورن د سله
- کارلو د مِـیو
- فرانکا استوپی